# Willa Brown
Pour les articles homonymes, voir Brown.
Willa Beatrice Brown, née le 22 janvier 1906 et morte le 18 juillet 1992, est une aviatrice, lobbyiste, enseignante et militante des droits civiques américaine. Elle est la première femme afro-américaine à obtenir une licence de pilote aux États-Unis, la première femme afro-américaine à se présenter au Congrès des États-Unis, le premier officier afro-américain de la Civil Air Patrol et la première femme aux États-Unis à posséder à la fois une licence de pilote et une licence de mécanicien d'aéronefs.
Elle milite toute sa vie pour l'égalité des sexes et des races dans le domaine de l'aviation et dans l'armée. Elle fait non seulement pression sur le gouvernement américain pour intégrer la United States Army Air Corps et pour qu'il inclue les Afro-Américains dans le programme de formation des pilotes civils, mais elle cofonde également, avec Cornelius Coffey (en), la Coffey School of Aeronautics (en), qui s'est distinguée comme étant la première académie privée de formation au pilotage détenue et gérée par des Afro-Américains aux États-Unis. Elle forme des centaines de pilotes, dont plusieurs sont devenus les Tuskegee Airmen ; la création des Tuskegee Airmen est attribuée aux efforts de formation de Brown.
Willa Brown reste politiquement et socialement active à Chicago bien après la fermeture de la Coffey School en 1945. Elle se présente aux élections primaires du Congrès en 1946 et 1950 et enseigne dans le système scolaire public de Chicago jusqu'en 1971, date à laquelle elle prend sa retraite à l'âge de 65 ans. Après sa retraite, elle siège au comité consultatif des femmes de l'administration fédérale de l'aviation jusqu'en 1974.

## Avant l'aviation
Willa Beatrice Brown naît le 22 janvier 1906 à Glasgow, dans le Kentucky, d'Eric et Hallie Brown. Elle est diplômée de la Wiley High School de Terre Haute, dans l'Indiana, et a fréquenté l'université d'État de l'Indiana, où elle obtient une licence en 1927. Dix ans plus tard, elle obtient un MBA de l'université Northwestern,.
De 1927 à 1932, elle enseigne à Gary, dans l'Indiana, à l'annexe Roosevelt (en) de l'Emerson High School (en),, puis s'installe à Chicago, où elle occupe divers emplois, notamment dans le secrétariat, le travail social et l'enseignement. En 1934, elle rencontre John Charles Robinson, qui la présente à la Challenger Air Pilots Association, un groupe de pilotes afro-américains.

## Carrière d'aviatrice

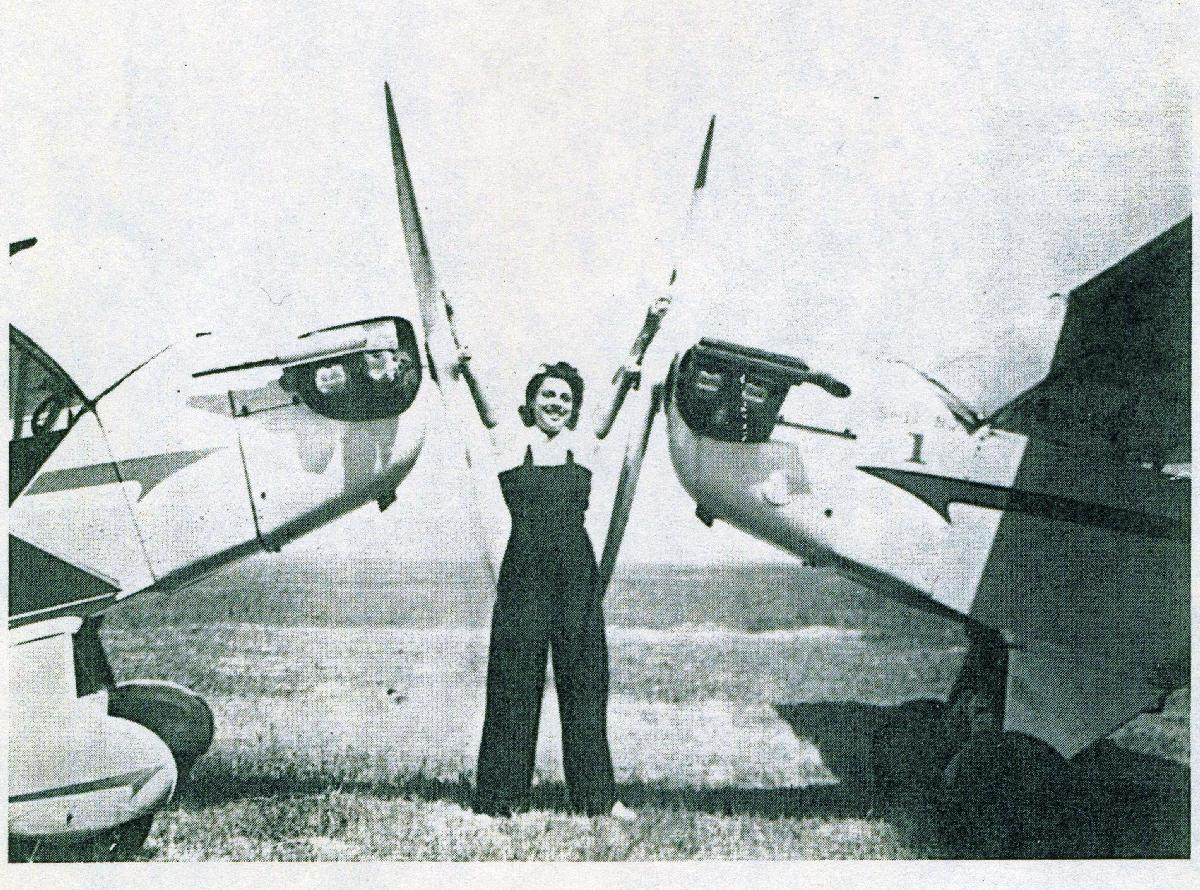
La jeune Willa Brown sur un aérodrome.

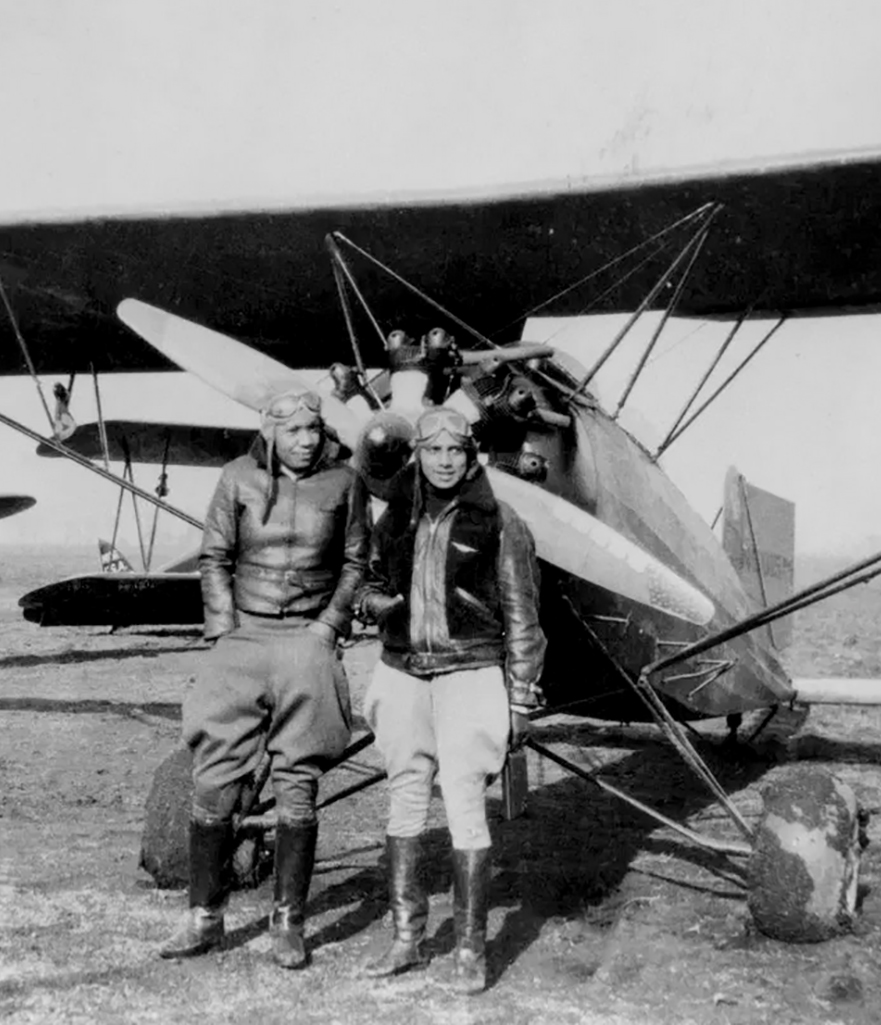
Lola Albright (gauche) et Willa Brown (droite) à l'aéroport d'Harlem, Chicago Illinois, aux États-Unis.

En 1934, Brown commence à étudier au Harlem Field de Chicago, où règne la ségrégation raciale, avec l'instructeur de vol certifié Cornelius Coffey (en), un expert dans le domaine de la mécanique aéronautique. Elle est l'une des rares femmes à fréquenter l'université aéronautique Curtiss-Wright (en), où elle étudie la maintenance des avions et obtient une licence de mécanicien d'avion en 1935,. Elle obtient une licence de pilote privé en 1938 et une licence de pilote professionnel en 1939, devenant ainsi la première femme afro-américaine à obtenir l'un ou l'autre type de licence aux États-Unis,,.
Willa Brown, Cornelius Coffey et Enoch P. Waters s'associent pour former la National Negro Airmen Association of America, rebaptisée plus tard National Airmen's Association of America et constituée en société en 1939. Leur mission première est de susciter davantage d'intérêt pour l'aviation, d'aider à développer une meilleure compréhension dans le domaine de l'aéronautique et d'accroître la participation des Afro-Américains dans ces deux domaines. Brown est la secrétaire nationale et présidente de la section de Chicago de l'organisation, et milite en faveur de l'égalité raciale. Elle se charge également des relations publiques pour l'organisation, se rend dans les universités et parle à la radio pour intéresser les Afro-Américains à l'aviation. Elle crée avec Coffey la Coffey School of Aeronautics à Chicago, située à l'aéroport de Harlem. Ils créent l'école dans le but de former des pilotes noirs et d'enseigner la mécanique aéronautique.

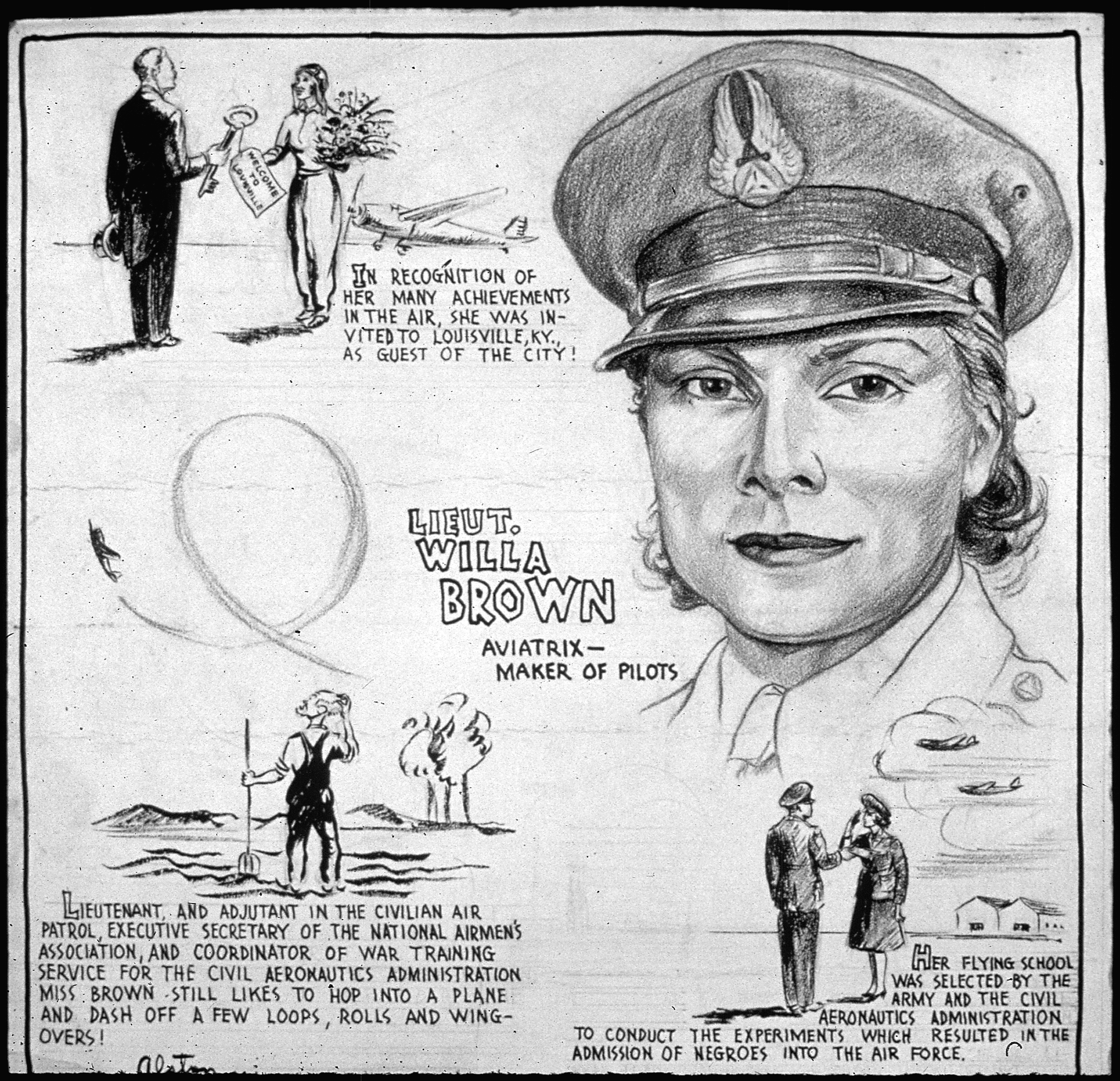
Une publication de l'Office for Emergency Management avec Brown.

Elle fait pression sur le gouvernement en faveur de l'intégration des pilotes noirs dans l'Army Air Corps, alors ségrégué, et dans le Civilian Pilot Training Program (CPTP), programme fédéral de formation des pilotes civils. Elle s'efforce également de réfuter une étude réalisée en 1925 par l'Army War College, selon laquelle les Afro-Américains n'étaient pas aptes à voler, et fait pression sur le gouvernement fédéral pour qu'il attribue des contrats au CPTP afin de former des pilotes afro-américains. En 1940, elle est nommée coordinatrice des unités de Chicago du CPTP, et la Coffey School est choisie par l'U.S. Army Air Corps comme école d'appoint pour fournir des élèves noirs à son programme de formation des pilotes. Près de 200 élèves de l'école rejoignent ensuite les Tuskegee Airmen dont la création est attribuée aux efforts de formation de Willa Brown. En 1942, elle obtient le grade de lieutenant dans l'escadron 613-6 de la Civil Air Patrol, devenant ainsi le premier officier afro-américain de la Civil Air Patrol. Elle est ensuite nommée coordinatrice du service de formation à la guerre pour la Civil Aeronautics Authority (en).

## Après la Guerre
En 1946, Willa Brown se présente aux élections primaires du Parti républicain pour le premier district congressionnel de l'Illinois, devenant ainsi la première femme afro-américaine à se présenter aux élections primaires du Congrès. Sa campagne se concentre sur l'amélioration des opportunités pour les Afro-Américains, y compris la création d'un aéroport détenu et utilisé par les Afro-Américains. Elle est battue par William E. King. Elle se présente pour le même siège au Congrès lors des élections primaires républicaines de 1950, et est battue par Archibald Carey Jr. (en).
Willa Brown retourne enseigner dans des lycées de 1962 à 1971, date à laquelle elle prend sa retraite. Elle enseigne le commerce et l'aéronautique et siège au Comité consultatif des femmes de l'Administration fédérale de l'aviation de 1972 à 1975. Elle est la première femme noire à siéger à ce comité.

## Vie privée
Willa Brown s'est mariée trois fois. Son premier mariage fut avec Wilbur J. Hardaway, un pompier afro-américain. Ils se sont rencontrés lorsque Willa Brown enseignait à Gary, dans l'Indiana, se sont mariés en 1929 et ont divorcé en 1931.
Elle est décrite comme suit :

« When Willa Brown, a shapely young brownskin woman, wearing white jodhpurs, a form fitting white jacket and white boots, strode into our newsroom, in 1936, she made such a stunning appearance that all the typewriters suddenly went silent...Unlike most visitors, [she] wasn't at all bewildered. She had a confident bearing and there was an undercurrent of determination in her husky voice as she announced, not asked, that she wanted to see me. »

— Enoch P. Waters.
En 1947, elle se marie avec Cornelius Coffey, mais le mariage ne dure pas longtemps. Elle épouse définitivement le révérend J. H. Chappell, pasteur de la Chicago West Side Community Church, en 1955 et devient veuve en 1991.

## Prix et reconnaissances
- En 1939, Willa Brown est citée dans le 76e Congressional Record pour ses réalisations dans le domaine de l'aviation[4].
- Le magazine Time présente Willa Brown dans son numéro du 25 septembre 1939[22],[23].
- En 2002, Women in Aviation International (en) désigne Willa Brown comme l'une des 100 femmes les plus influentes dans le domaine de l'aviation et de l'espace[24].
- En 2003, dix ans après sa mort, Willa Beatrice Brown entre au Kentucky Aviation Hall of Fame (en)[7],[25].
- En 2010, Willa Beatrice Brown reçoit le Distinguished Alumni Award de l'Indiana State University Alumni Association[26].
- Le marqueur historique no 238, situé à l'intersection des rues Race et Washington à Glasgow[27], Kentucky est érigé en reconnaissance de Willa Brown Chappell, « la première femme afro-américaine à obtenir une licence de pilote aux États-Unis »[28],[29].
- L'accomplissement no 10 du programme des cadets de la Civil Air Patrol, qui permet à un cadet d'obtenir le grade de cadet/1er lieutenant, est nommé d'après le lieutenant Willa Brown.
- En 2022, Willa Brown entre au National Aviation Hall of Fame[30].